# De Kempervennen
De Kempervennen is een bungalowpark van Center Parcs en is gelegen in de Nederlandse provincie Noord-Brabant. De oprichter van Center Parcs, Piet Derksen, heeft hier tot zijn dood gewoond.

## Geschiedenis
Het bungalowpark is in 1983 geopend en is met 150 hectare het grootste park van Center Parcs in Nederland. Van deze oppervlakte is er 90 hectare bos.
In 2017 werd de toen 34 jaar oude glazen koepel van de Aqua Mundo vervangen door een exemplaar van polycarbonaat. Ook werd er aan groenonderhoud gedaan, werden er cottages geschilderd en kreeg het zwembad nieuwe tegels. In 2019 werd een nieuwe renovatie aangekondigd. Deze zal plaatsvinden van 2020 tot 2023 en heeft vooral betrekking op de vernieuwing van de cottages.

## Faciliteiten
De Kempervennen bevat verschillende soorten activiteiten, zoals het subtropische zwemparadijs, outdoor activiteiten, sporthallen, watersporten, indoor skipistes van Montana Snowcenter, avondshows en een natuurlijke omgeving waarin gewandeld of gefietst kan worden. Op het park zijn verschillende restaurants en winkels te vinden in de Market Dome.

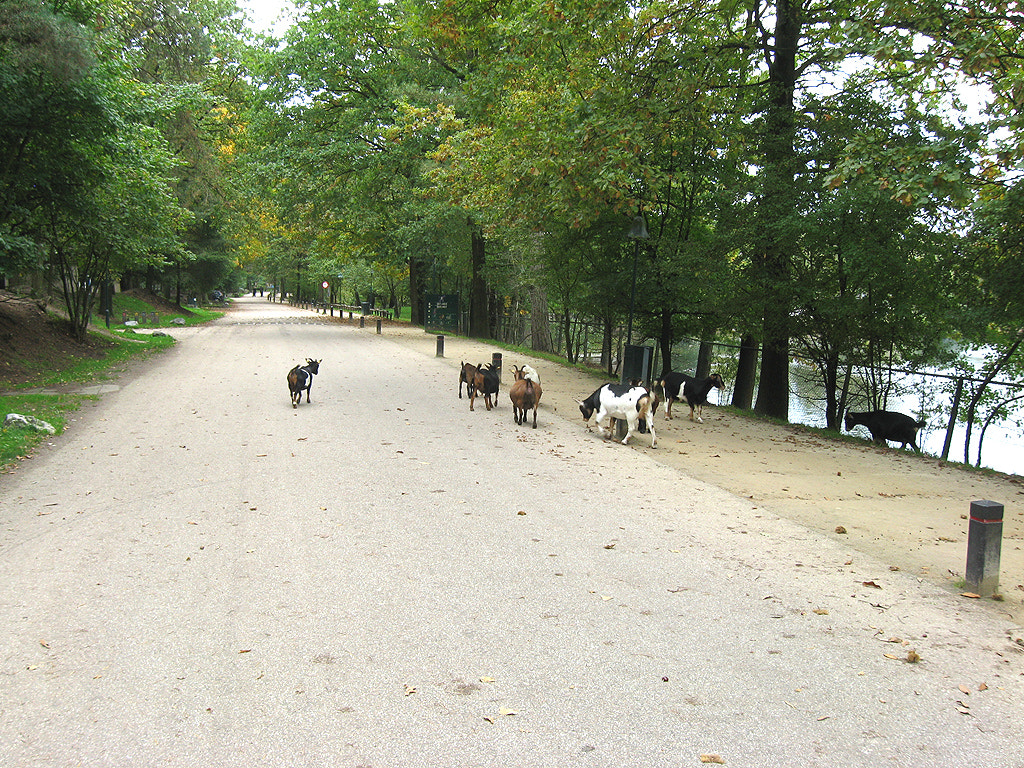
Loslopende geiten op het park